# Rhyacophila stankovici
Rhyacophila stankovici är en nattsländeart som beskrevs av Radovanovic 1932. Rhyacophila stankovici ingår i släktet Rhyacophila och familjen rovnattsländor. Inga underarter finns listade i Catalogue of Life.